# Mindel-Kaltzeit

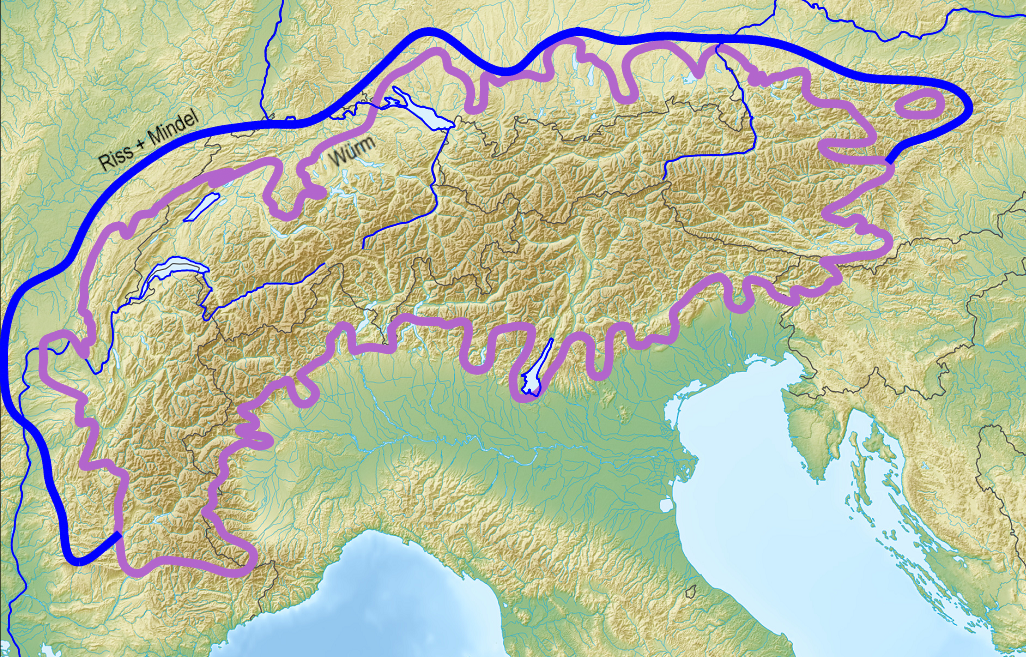
Ausdehnung der alpinen Vereisung. Blau: Eisrandlage in der Mindel- und Riß-Kaltzeit, rosa: Würm-Eiszeit

Die Mindel-Kaltzeit (auch Mindel-Glazial, Mindel-Komplex sowie umgangssprachlich Mindel-Eiszeit) ist die viertälteste Kaltzeit der Alpen, wenn man außer den vier von Albrecht Penck und Eduard Brückner benannten Kaltzeiten (Günz-, Mindel-, Riß- und Würm-Kaltzeit) noch die vorausgehenden früheren Donau- und Biber-Kaltzeiten dazunimmt. Penck und Brückner benannten  diese Kaltzeit nach dem schwäbischen Fluss Mindel. Die Mindel-Kaltzeit fand im Mittelpleistozän statt, ihr ging als Warmzeit das Haslach-Mindel-Interglazial voraus. Die an die Kaltzeit anschließende Warmzeit war das Mindel-Riß-Interglazial, das im Bereich der Ostsee der  Holstein-Warmzeit entspricht.

## Datierung und Gliederung
Die Mindel-Kaltzeit umfasst nach der Erstbeschreibung in der Typusregion der Riß-Iller-Lech-Platte die von Penck und Brückner so genannten Hohen oder Alt-Endmoränen und die Tieferen oder Jüngeren Deckenschotter. In dieser Region wurde die Mindel-Kaltzeit anhand der  Unterburg-Erliser Schotter sowie der Kirchheim-Burgauer Schotter im Mindeltal beschrieben. Ebenso umfasst die Erstbeschreibung die Sannheim-Laupheimer Schotter, die Schotter des Grönenbacher Feldes und die Schwaighauser Schotter im Günztal. Früher wurde im schwäbischen Alpenvorland ein Teil der Schotter als Altriß bezeichnet.
Die Mindel-Kaltzeit ist vermutlich in die Sauerstoff-Isotopenstufe (MIS) 12 zu stellen, sie hätte damit ein Alter von etwa 460.000 bis 400.000 Jahren vor heute. Unabhängig von der absoluten Datierung wird die Mindel-Kaltzeit mit der norddeutschen Elster-Kaltzeit korreliert, die den langen Zeitabschnitt des Cromer-Komplexes ablöste (die Günz-Kaltzeit wird als eine der Phasen dieses Komplexes parallelisiert).
Die Bezeichnung Mindel ist nicht eindeutig. Zum einen ist damit das drittletzte Vergletscherungsereignis gemeint, das sich an der von Gletschern hervorgerufenen Erosion nachweisen lässt. Dieses Ereignis wird mit MIS 12 und der Elster-Kaltzeit gleichgesetzt, ihm entspricht die Große Helvetische Vergletscherung, das Hoßkirch-Glazial und die im Inn-Salzachgebiet nachweisbaren Gletscherformen, die als Mindel eingestuft werden. Zum anderen bezieht sie sich auf Deckenschotter-Vorkommen, die durch Interpretation der Abfolge der im Gelände vorkommenden Flussterrassen (Terrassenstratigraphie) dem Mindel zugeschlagen werden, denen jedoch ein höheres Alter zugeschrieben wird, als es sich durch die Gleichsetzung des Vergletscherungsereignisses mit der Elster-Kaltzeit und der MIS 12 ergibt.
Die Abgrenzungsprobleme zwischen den als Haslach eingestuften Terrassenschottern und den Mindel-Schottern im Typusgebiet sowie die Unsicherheit des Zusammenhangs der Haslach-Schotter mit Gletscherablagerungen haben dazu geführt, dass in Anlehnung an die Benennung des Cromer-Komplexes für die gesamte Folge der haslach- und mindelzeitlichen Geländeformen und Ablagerungen die Bezeichnung Haslach-Mindel-Komplex vorgeschlagen wurde. Das Haslach-Mindel-Interglazial dürfte dann als eines der mehreren Interglaziale dieses Komplexes gesehen werden, für den Traunseegletscher etwa werden drei sehr deutliche Endmoränenzüge als Mindel (im weiteren Sinne mit allfälligem Haslach) datiert.
Die Einordnung in das bei den jüngeren Kaltzeiten in vielen Fällen gut belegbare Modell der Glazialen Serie gelingt bei den mindelzeitlichen Schottern nur an wenigen Stellen. Die Ablagerung der Schotter ist wahrscheinlich vor allem durch tektonische Vorgänge wie eine Hebungsphase der Alpen gesteuert, ein Klimaeinfluss wird jedoch zumindest für Teile der Schotterabfolge angenommen.

## Vorkommen
Gut nachweisbar ist die Mindel-Kaltzeit im Gebiet des Illergletschers. Der Illergletscher erreichte während des Mindel seinen Hochstand, er hinterließ dabei den Moränenwall der Holzheuer Höhe, der mit dem Kirchheim-Burgauer Schotter parallelisiert wird. Hier lassen sich anhand der Schmelzwasserablagerung drei Gletschervorstöße (Stadiale) nachweisen. Auch der Wertach-Lechgletscher hatte seinen Hochstand im Mindel. Der Inn-Chiemsee-Gletscher wie auch der Isar-Loisach-Gletscher drangen während der Mindel-Kaltzeit etwa so weit in das Vorland vor wie während der nachfolgenden Riß-Kaltzeit. Ebenfalls in das Mindel gestellt werden im Gebiet des Rheingletschers die am weitesten in das Vorland reichenden Moränenablagerungen. Hier ist für die Schotter der Mindel-Kaltzeit ein hoher Anteil von Kristallingeröllen charakteristisch, die sich auf das Unterostalpin zurückführen lassen. Der Salzachgletscher und der Traungletscher waren zur Mindelzeit etwa gleich stark wie zur Günzzeit und etwas stärker als zur Rißzeit, letzterer stieß jedes Mal bis an den Hausruck-und-Kobernaußerwald-Zug (Subalpine Molasse) vor.  Im Traun-Enns-Gebiet hingegen ist wieder Günz vor Mindel nachgewiesen, östlich Linz bei Enns reichen die mächtigen Schüttungen der Günzzeit bis an die Donau, die deutlich schwächeren der Mindelzeit nur bis Enns. Der Steyr-Krems-Gletscher stieß noch bis Kremsmünster vor, der Ennsgletscher erreichte den Alpenrand nicht mehr. Hier endete die geschlossene Eistromdecke, gegen Osten sind nurmehr Lokalgletscher anzunehmen. Die späteren Eiszeiten sind hierorts deutlich schwächer.